# Disney+
Disney+ – amerykańska usługa streamingu na życzenie. Podlega pod Direct-to-Consumer, jednostkę zależną The Walt Disney Company. Serwis ten zajmuje się głównie dystrybucją filmów i seriali telewizyjnych wyprodukowanych przez Walt Disney Studios i Walt Disney Television oraz dostarcza treści marek należących do firmy: Marvel, National Geographic, Pixar i Star Wars. Na potrzeby platformy produkowane są również oryginalne filmy i seriale dostępne tylko w tym serwisie. Disney+ jest serwisem zorientowanym na rozrywkę rodzinną i nie zawiera treści skierowanej tylko dla widzów dorosłych. W lutym 2021 roku na rynku międzynarodowym została uruchomiona zintegrowana usługa Star, która dodatkowo zawiera materiały z wyższą kategorią wiekową. Nie jest ona dostępna w Stanach Zjednoczonych, gdzie działa serwis Hulu; Ameryce Łacińskiej, gdzie uruchomiony został oddzielny serwis Star+, oraz w krajach, gdzie platforma działa pod nazwą Disney+ Hotstar.
Disney+ zadebiutował 12 listopada 2019 roku w Stanach Zjednoczonych, Kanadzie i Holandii. Pierwszego dnia platforma zanotowała ponad 10 milionów subskrybentów. W Polsce został uruchomiony 14 czerwca 2022 roku.

## Historia
W sierpniu 2016 roku The Walt Disney Company zakupiło 33% udziałów firmy BAMTech, zajmującej się technologią mediów strumieniowych, za 1 miliard dolarów z opcją wykupienia udziałów większościowych w przyszłości. Rok później wykupiło udziały większościowe za 1,58 miliarda, stając się przy tym właścicielem 75% udziałów tej firmy. W tym samym miesiącu poinformowano o uruchomieniu drugiej po ESPN+ platformy streamingowej zawierającej treści wyprodukowane przez studia filmowe i telewizyjne należące do Disneya, której start zaplanowany został zaraz po wygaśnięciu porozumienia na dystrybuowanie treści z Netflixem pod koniec 2019 roku.
W grudniu 2017 roku Disney ogłosił zamiar zakupu większościowego majątku 21st Century Fox, z zamiarem poszerzenia portfolio produkcji swojego przyszłego serwisu. Transakcja ta zakończyła się 20 marca 2019 roku.
W marcu 2018 roku Disney przeorganizował strukturę firmy, tworząc dywizję Direct-to-Consumer and International pod którą między innymi zaczęły podlegać media strumieniowe.
8 listopada 2018 roku prezes Disneya Robert Iger poinformował, że serwis będzie się nazywać Disney+ oraz że jego start planowany jest na koniec 2019 roku. 11 kwietnia 2019 roku ujawniono, że platforma ta wystartuje 12 listopada tego samego roku w Stanach Zjednoczonych. Zapowiedziano również, że start serwisu w pozostałych krajach świecie zaplanowany został w ciągu dwóch lat od debiutu w USA. Debiut ten uzależniony jest od wygasania umów na dystrybucję lub ich wykupienia dotyczących produkcji Disneya w poszczególnych krajach. W sierpniu 2019 roku Iger poinformował, że amerykańscy klienci będą mogli wykupić pakiet łączony trzech platform, Disney+, ESPN+ i Hulu.
12 września 2019 roku uruchomiona została w Holandii wersja testowa serwisu. Zakończono ją w momencie oficjalnego startu, 12 listopada.
W sierpniu 2020 roku poinformowano o planach uruchomiania kolejnego serwisu streamingowego na rynek międzynarodowy o nazwie Star, zawierającego dostęp do produkcji dla dojrzałego widza. W październiku Direct-to-Consumer and International zostało przemianowane na Media and Entertainment Distribution. W grudniu ujawniono, że Star wystartuje 23 lutego 2021 roku jako usługa zintegrowana Disney+, w krajach gdzie serwis jest dostępny, poza krajami, gdzie funkcjonuje Disney+ Hotstar; Stanami Zjednoczonymi, gdzie działa serwis Hulu oraz Ameryką Łacińską, gdzie został uruchomiony 31 sierpnia tego samego roku oddzielny serwis Star+.

## Zawartość

logo Star

Zawartość treści Disney+ została podzielona na całym świecie na pięć grup. Dodatkowa szósta grupa Star dostępna jest między innymi w Europie, Kanadzie, Australii, Nowej Zelandii. Sześć grup tworzą:
- Disney oferuje dostęp do filmów i seriali familijnych produkcji między innymi: Walt Disney Pictures, Walt Disney Animation Studios, Disney Television Animation, It’s a Laugh Productions i Blue Sky Studios[11].
- Pixar oferuje produkcje Pixar Animation Studios[11].
- Marvel zawiera produkcje Marvel Television, Marvel Studios, Marvel Animation; produkcje na podstawie komiksów Marvela studia 20th Century Fox[11] oraz filmy ze Spider-Manem wyprodukowane przez Columbia Pictures[18][19].
- Star Wars oferuje filmy i seriale wytwórni Lucasfilm ze świata Gwiezdnych Wojen[11].
- National Geographic zawiera produkcje National Geographic Partners[11].
- Star oferuje filmy i seriale dla dojrzałego widza, w tym produkcje 20th Century Studios, Searchlight Pictures, ABC Signature, 20th Television, FX i Hulu[16].

6 grudnia 2023 roku uruchomiona została w Stanach Zjednoczonych wersja beta zintegrowanego serwisu Hulu dodając w tym kraju również szóstą zakładkę pełniącą podobną funkcję, co zakładka Star. Dostępna jest ona w ramach pakietu Disney+ Bundle.

## Obsługa urządzeń i funkcje serwisowe
Platforma Disney+ jest dostępna za pośrednictwem komputerowych przeglądarek internetowych oraz w formie aplikacji na urządzeniach z systemami Apple, Android i Amazona; urządzeniach Chromecast, Chromebook, Samsung smart TV, LG smart TV, Roku, PlayStation 4, Xbox One.
Platforma pozwala na korzystanie z siedmiu profili użytkowników przypisanych do jednego konta, z możliwością używania serwisu na czterech urządzeniach równocześnie oraz dostępem do nieograniczonej liczby pobrań produkcji do oglądania w trybie offline. Treści Disney+ dostępne są w rozdzielczościach do 4K Ultra HD, w systemach Dolby Vision i HDR10 oraz z dźwiękiem w jakości Dolby Atmos. Początkowo usługa oferowała materiały w językach angielskim, hiszpańskim, francuskim oraz duńskim, natomiast produkcje oryginalne dostępne były w większej ilości wersji językowych.

## Uruchomienie
dostępny
     planowane uruchomienie
     dostępny jako Disney+ Hotstar

dostępny
planowane uruchomienie
dostępny jako Disney+ Hotstar

12 września 2019 roku uruchomiona została w Holandii wersja testowa serwisu. Disney+ wystartowało 12 listopada 2019 roku w Stanach Zjednoczonych, Kanadzie i Holandii. W ciągu najbliższych dwóch lat serwis zadebiutuje w kolejnych krajach na świecie. W drugiej połowie marca 2020 uruchomiony został w Europie zachodniej, między innymi w Wielkiej Brytanii, Niemczech i Hiszpanii. Serwis miał wystartować wtedy również we Francji, jednak z powodu pandemii koronawirusa jego uruchomienie zostało przesunięte na kwiecień. Z tej samej przyczyny przesunięte zostało uruchomienie platformy w Indiach, początkowo zaplanowane na 29 marca 2020. W Japonii platforma wystartowała w czerwcu, a w krajach nordyckich, Portugalii, Belgii i Indonezji zadebiutował on we wrześniu, natomiast w Ameryce Łacińskiej platforma została uruchomiona w listopadzie tego samego roku. W Indach, Indonezji, Malezji i Tajlandii usługa działa pod nazwą Disney+ Hotstar.
W kwietniu 2020 roku poinformowano, że nieplanowane jest w najbliższej przyszłości uruchomienie platformy w krajach Bliskiego Wschodu i Afryki Północnej, z tego powodu Disney podpisał umowę z płatną siecią OSN na dystrybucję oryginalnych filmów i programów tworzonych dla platformy w tym regionie. W styczniu 2022 roku zapowiedziano uruchomienie serwisu w tych krajach.
23 lutego 2021 roku została uruchomiona w Europie, Kanadzie, Australii i Nowej Zelandii dodatkowa usługa serwisu o nazwie Star. Nie będzie ona dostępna w Stanach Zjednoczonych ze względu na funkcjonujący tam serwis Hulu, w krajach gdzie operuje Disney+ Hotstar oraz w Ameryce Łacińskiej, gdzie w sierpniu 2021 roku został uruchomiony dodatkowy serwis Star+.
W 2022 uruchomiono usługę w krajach Europy Środkowej, Półwyspu Bałkańskiego, Afryki i Bliskiego Wschodu, w tym w Polsce, gdzie serwis zadebiutował 14 czerwca.
| Kraj / terytorium | Data uruchomienia   | Data uruchomienia Star | Przypis              |
| --- | ------------------- | ---------------------- | -------------------- |
| Stany Zjednoczone | 12 listopada 2019   | N/D                    | [ 10 ] [ 11 ] [ 16 ] |
| Holandia, Kanada | 12 listopada 2019   | 23 lutego 2021         | [ 10 ] [ 11 ] [ 16 ] |
| Portoryko | 19 listopada 2019   | N/D                    | [ 11 ] [ 34 ] [ 16 ] |
| Australia, Nowa Zelandia | 19 listopada 2019   | 23 lutego 2021         | [ 11 ] [ 34 ] [ 16 ] |
| Austria, Hiszpania, Irlandia, Niemcy, Szwajcaria, Wielka Brytania, Włochy | 24 marca 2020       | 23 lutego 2021         | [ 22 ] [ 16 ]        |
| Guernsey, Jersey, Wyspa Man | 2 kwietnia 2020     | 23 lutego 2021         | [ 35 ] [ 16 ]        |
| Indie | 3 kwietnia 2020     | N/D                    | [ 28 ]               |
| Francja | 7 kwietnia 2020     | 23 lutego 2021         | [ 23 ] [ 16 ]        |
| Gujana Francuska, Gwadelupa, Martynika, Monako, Nowa Kaledonia, Saint-Barthélemy, Saint-Martin, Wallis i Futuna | 30 kwietnia 2020    | 23 lutego 2021         | [ 36 ] [ 37 ] [ 16 ] |
| Japonia | 11 czerwca 2020     | 12 listopada 2021      | [ 38 ] [ 16 ] [ 39 ] |
| Indonezja | 5 września 2020     | N/D                    | [ 29 ]               |
| Belgia, Dania, Finlandia, Grenlandia, Islandia, Luksemburg, Norwegia, Portugalia, Szwecja | 15 września 2020    | 23 lutego 2021         | [ 40 ] [ 16 ]        |
| Majotta, Mauritius, Reunion | 2 października 2020 | 23 lutego 2021         | [ 37 ] [ 16 ]        |
| Anguilla, Antigua i Barbuda, Argentyna, Aruba, Barbados, Belize, Bermudy, Boliwia, Bonaire, Brazylia, Brytyjskie Wyspy Dziewicze, Chile, Curaçao, Dominika, Dominikana, Ekwador, Falklandy, Georgia Południowa i Sandwich Południowy, Grenada, Gujana, Gwatemala, Haiti, Honduras, Jamajka, Kajmany, Kolumbia, Kostaryka, Meksyk, Montserrat, Nikaragua, Panama, Paragwaj, Peru, Saint Kitts i Nevis, Saint Lucia, Saint Vincent i Grenadyny, Salwador, Surinam, Trynidad i Tobago, Turks i Caicos, Urugwaj, Wenezuela                  | 17 listopada 2020   | N/D                    | [ 27 ] [ 41 ]        |
| Singapur | 23 lutego 2021      | 23 lutego 2021         | [ 42 ]               |
| Malezja | 1 czerwca 2021      | N/D                    | [ 31 ]               |
| Tajlandia | 30 czerwca 2021     | N/D                    | [ 30 ]               |
| Korea Południowa, Tajwan | 12 listopada 2021   | 12 listopada 2021      | [ 39 ] [ 43 ]        |
| Hongkong | 16 listopada 2021   | 16 listopada 2021      | [ 43 ]               |
| Południowa Afryka | 18 maja 2022        | 18 maja 2022           | [ 33 ]               |
| Algieria, Arabia Saudyjska, Bahrajn, Egipt, Irak, Jemen, Jordania, Katar, Kuwejt, Liban, Libia, Maroko, Oman, Palestyna, Tunezja, Zjednoczone Emiraty Arabskie | 8 czerwca 2022      | 8 czerwca 2022         | [ 33 ]               |
| Albania, Andora, Bośnia i Hercegowina, Brytyjskie Terytorium Oceanu Indyjskiego, Bułgaria, Chorwacja, Czechy, Estonia, Francuskie Terytoria Południowe i Antarktyczne, Gibraltar, Grecja, Kosowo, Litwa, Liechtenstein, Łotwa, Malta, Czarnogóra, Macedonia Północna, Polinezja Francuska, Polska, Rumunia, San Marino, Saint-Pierre i Miquelon, Serbia, Sint Maarten, Słowacja, Słowenia, Svalbard i Jan Mayen, Turcja, Watykan, Węgry, Wyspy Alandzkie, Wyspy Owcze, Wyspa Świętej Heleny, Wyspa Wniebowstąpienia i Tristan da Cunha, | 14 czerwca 2022     | 14 czerwca 2022        | [ 33 ]               |
| Izrael | 16 czerwca 2022     | 16 czerwca 2022        | [ 33 ]               |
| Filipiny | 17 listopada 2022   | 17 listopada 2022      | [ 44 ]               |

## Odbiór
Pierwszego dnia Disney+ zanotowało ponad 10 milionów subskrybentów. Został on dobrze przyjęty wśród konsumentów dzięki przystępnej cenie oraz pokaźnym zasobem produkcji Disneya. Frank Pallotta z CNN stwierdził, że „jest ona przepełniona produkcjami, co czyni ją godnym towarzyszem tego typu usług na rynku”. Natomiast Nick Pino z TechRadar uznał, że „jeżeli Disney pozostanie na bieżąco z nowymi produkcjami, to Disney+ będzie rywalizować prędzej czy później na rynku z Netflixem”.
W dniu uruchomienia Disney+ borykała się z technicznymi trudnościami. Użytkownicy skarżyli się na różne błędy lub brak łączności. Wśród problemów pojawiły się również brak części odcinków niektórych seriali czy zła kolejność odcinków.
W lutym 2020 roku ujawniono, że liczba użytkowników wyniosła 29 milionów, natomiast pięć miesięcy po starcie platformy zanotowanych zostało globalnie 50 milionów subskrybentów. Planem The Walt Disney Company jest osiągnięcie między 60 a 90 milionów do 2024 roku.

## Ostrzeżenia związane z treściami platformy
Przed starszymi produkcjami studia, takimi jak: Dumbo, Księga dżungli, Mary Poppins i Piotruś Pan pojawiły się ostrzeżenia dotyczące scen pogłębiających kulturowe stereotypy, które mogą zostać uznane za obraźliwe lub niewrażliwe. Wyświetlane jest dodatkowe powiadomienie dla tytułów zawierających wizerunki tytoniu.